# Parafia św. Wojciecha w Pełczyskach
Parafia świętego Wojciecha w Pełczyskach — parafia rzymskokatolicka, znajdująca się w diecezji kieleckiej, w dekanacie wiślickim.